# Лекуму
Леку́му (фр. Lékoumou) — департамент в Республике Конго. Граничит с департаментами Буэнза, Ниари, Плато и Пул и с Габоном. Площадь — 20 950 км². Население на 2010 год — 85 617 человек. Плотность населения — 4,09 человек/км². Естественный прирост — 2,91 %. Административный центр — город Сибити.

## Население
Динамика изменения численности населения:
| Год  | Население |
| ---- | --------- |
| 1984 | 72 829    |
| 1996 | 75 734    |
| 2006 | 82 439    |
| 2010 | 85 617    |

## Административное деление
Включает 5 округов:
- Бамбама (4906 человек).
- Занага (16 649 человек).
- Комоно (14 581 человек).
- Майейе (13 649 человек).
- Сибити (46 608 человек).